# Oxira immunis
Oxira immunis là một loài bướm đêm trong họ Noctuidae.